# Штюве, Ханс
Ханс Штю́ве (нем. Hans Stüwe; 14 мая 1901, Галле — 13 мая 1976, Берлин) — немецкий актёр и оперный режиссёр.

## Биография
Сын помещика Ханс Штюве изучал историю искусства в Галле и Лейпциге и обучался музыке и пению у Германа Аберта, Ханса Иоахима Мозера и Арнольда Шеринга. В 1923 году дебютировал певцом-баритоном в Кёнигсбергской опере. Впоследствии увлёкся оперной режиссурой и восстановил несколько забытых опер и музыкальных спектаклей. Опубликовал несколько работ по теории музыки.
После некоторых сомнений в 1926 году принял приглашение сниматься в кино. Штюве с его приметными аскетичными чертами лица сделал стремительную кинокарьеру и уже в 1927 году исполнил заглавную роль в фильме «Принц Луи Фердинанд». Затем последовали заметные работы в фильмах «Феме» (1927), «Шиндерханнес» (1928), «Калиостро» (1929).
В первом немецком полнометражном звуковом фильме «Я тебя любил» (1929) Штюве досталась главная роль. В националистическом историческом фильме «Танненберг» (1932) он сыграл помещика, готового принести себя в жертву, а в патриотической ленте «Тренк» (1932) исполнил заглавную роль авантюриста Фридриха фон дер Тренка. В фильме «Танцовщица из Сан-Суси» (1932) Штюве сыграл роль барона, соперничавшего с королём Фридрихом Великим за расположение танцовщицы Барберины. В «Лизелотте Пфальцской» (1935) он выступил в роли мужа Елизаветы Шарлотты Пфальцской Филиппа Орлеанского. В двухсерийном фильме Рихарда Айхберга «Эшнапурский тигр» (1938) и «Индийская гробница» (1938) Штюве блистательно исполнил роль немецкого архитектора Фюрбрингера. В 1939 году Штюве снялся в роли русского композитора Петра Ильича Чайковского в фильме «Средь шумного бала», где его партнёршами выступили Цара Леандер и Марика Рёкк.
После войны Штюве вновь обратился к оперной режиссуре. В 1950 году совершил несколько попыток суицида. Поправив здоровье, в 1951 году сыграл центральную роль в фильме «Пустошь зелёная» (1951). Последняя киноработа Штюве — фильм 1957 года «Голубые мальчики». Последние годы жизни он посвятил себя театральной режиссуре, а также работал на радио. Похоронен на Вильмерсдорфском кладбище в Берлине.

## Фильмография
| - 1926: Des Königs Befehl - 1926: Potsdam, das Schicksal einer Residenz - 1927: Принц Луи Фердинанд / Prinz Louis Ferdinand - 1927: Грешница / Die Sünderin - 1927: Die Ausgestoßenen - 1927: Dr. Bessels Verwandlung - 1927: Фам / Feme - 1928: Шиндерханнес / Schinderhannes - 1928: Вилла Фальконьери / Villa Falconieri - 1928: Marter der Liebe - 1929: Калиостро / Cagliostro - 1929: Giftgas - 1929: Die Jugendgeliebte - 1929: Я тебя любил / Dich hab’ ich geliebt - 1930: Zapfenstreich am Rhein - 1930: Der Walzerkönig - 1930: Verklungene Träume - 1931: Gefahren der Liebe - 1931: Hilfe! Überfall! - 1931: Die Frau von der man spricht - 1932: Танцовщица из Сан-Суси / Die Tänzerin von Sanssouci - 1932: Танненберг / Tannenberg - 1932: Тренк / Trenck - 1933: Der Meisterdetektiv - 1933: Johannisnacht | - 1933: Du bist entzückend, Rosemarie! - 1933: Zu Straßburg auf der Schanz - 1934: Nocturno - 1935: Die Heilige und ihr Narr - 1936: Schloß Vogelöd - 1936: Dahinten in der Heide - 1937: Millionenerbschaft - 1937: Эшнапурский тигр / Der Tiger von Eschnapur - 1938: Индийская гробница / Das indische Grabmal - 1939: Средь шумного бала / Es war eine rauschende Ballnacht - 1939: Drei Väter von Anna - 1939: Leidenschaft - 1941: Der Weg ins Freie - 1941: Die tolle Lilian - 1943: Тогда / Damals - 1943: Der verzauberte Tag - 1948: Die Söhne des Herrn Gaspary - 1951: Зелен луг / Grün ist die Heide - 1952: Am Brunnen vor dem Tore - 1953: Аве Мария / Ave Maria - 1953: Wenn am Sonntagabend die Dorfmusik spielt - 1953: Komm zurück - 1954: Рассвет / Morgengrauen - 1957: Голубые мальчики / Blaue Jungs |